# Bis (couleur)
Pour les articles homonymes, voir Bis.
L'adjectif bis, bise désigne une couleur d'un gris beige, surtout connue par l'expression pain bis, pain fait avec de la farine de seconde qualité.
L'art de la couleur consistant principalement à créer des objets qui se différencient du gris ou du marron des matériaux bruts, on n'est pas surpris de ne trouver que peu ou pas de descriptions de la couleur bise, qui reste indéterminée.

## Histoire
Bis est attesté au début du XIIe siècle dans la Chanson de Roland et apparaît à la fin du même dans une description héraldique : « Chrétien de Troyes dote […] deux participants au tournoi de Noanz d'un écu d'or au lion bis. » Cette couleur héraldique, équivalente de gris ou brun (qui voulait dire simplement foncé), n'est plus usitée et a été probablement remplacée par le pourpre.
Le Cartouche de Granval décrit un collègue du célèbre bandit comme « un homme de couleur bise », sans qu'on puisse savoir s'il s'agit de son teint ou de son habit.
Au XIXe siècle, on trouve une appréciation positive à propos du papier de Chine : « Il prend parfaitement l'impression, et sa couleur bise adoucit les teintes. » L'ouvrage différencie les nuances « jaune, bise et blanchâtre ».